# Jerzy Gołuchowski
Jerzy Stanisław Gołuchowski (ur. 1953) – polski ekonomista, informatyk, dr hab. nauk ekonomicznych, profesor zwyczajny Kolegium Informatyki i Komunikacji, Instytutu Zarządzania Wiedzą i Komunikacją Uniwersytetu Ekonomicznego w Katowicach, Instytutu Ekonometrii i Informatyki Wydziału Zarządzania Politechniki Częstochowskiej, oraz Górnośląskiej Wyższej Szkoły Przedsiębiorczości im. Karola Goduli Wydziału Nowej Ekonomii i Gospodarki Kreatywnej.

## Życiorys
Obronił pracę doktorską, 26 października 1998 habilitował się na podstawie dorobku naukowego i pracy zatytułowanej Inteligentne systemy diagnoz ekonomicznych. 14 listopada 2006 nadano mu tytuł profesora w zakresie nauk ekonomicznych. Objął funkcję profesora zwyczajnego w Górnośląskiej Wyższej Szkole Przedsiębiorczości im. Karola Goduli na Wydziale Nowej Ekonomii i Gospodarki Kreatywnej, Instytutu Ekonometrii i Informatyki Wydziału Zarządzania Politechniki Częstochowskiej, a także w Kolegium Informatyki i Komunikacji, Instytucie Zarządzania Wiedzą i Komunikacją na Uniwersytecie Ekonomicznym w Katowicach.
Piastuje stanowisko prezesa Naukowego Towarzystwa Informatyki Ekonomicznej, przewodniczącego kolegium w Kolegium Informatyki i Komunikacji na Uniwersytecie Ekonomicznym w Katowicach i członka Rady Towarzystw Naukowych Polskiej Akademii Nauk.
Był kierownikiem w Katedrze Inżynierii Wiedzy na Wydziale Informatyki i Komunikacji Uniwersytetu Ekonomicznego w Katowicach i w Katedrze Informatyki, Matematyki i Statystyki na Wydziale Przedsiębiorczości i Informatyki Górnośląskiej Wyższej Szkole Przedsiębiorczości im. Karola Goduli, prorektorem na Uniwersytecie Ekonomicznym w Katowicach oraz dziekanem na Wydziale Informatyki i Komunikacji Uniwersytetu Ekonomicznego w Katowicach.